# Bún mọc

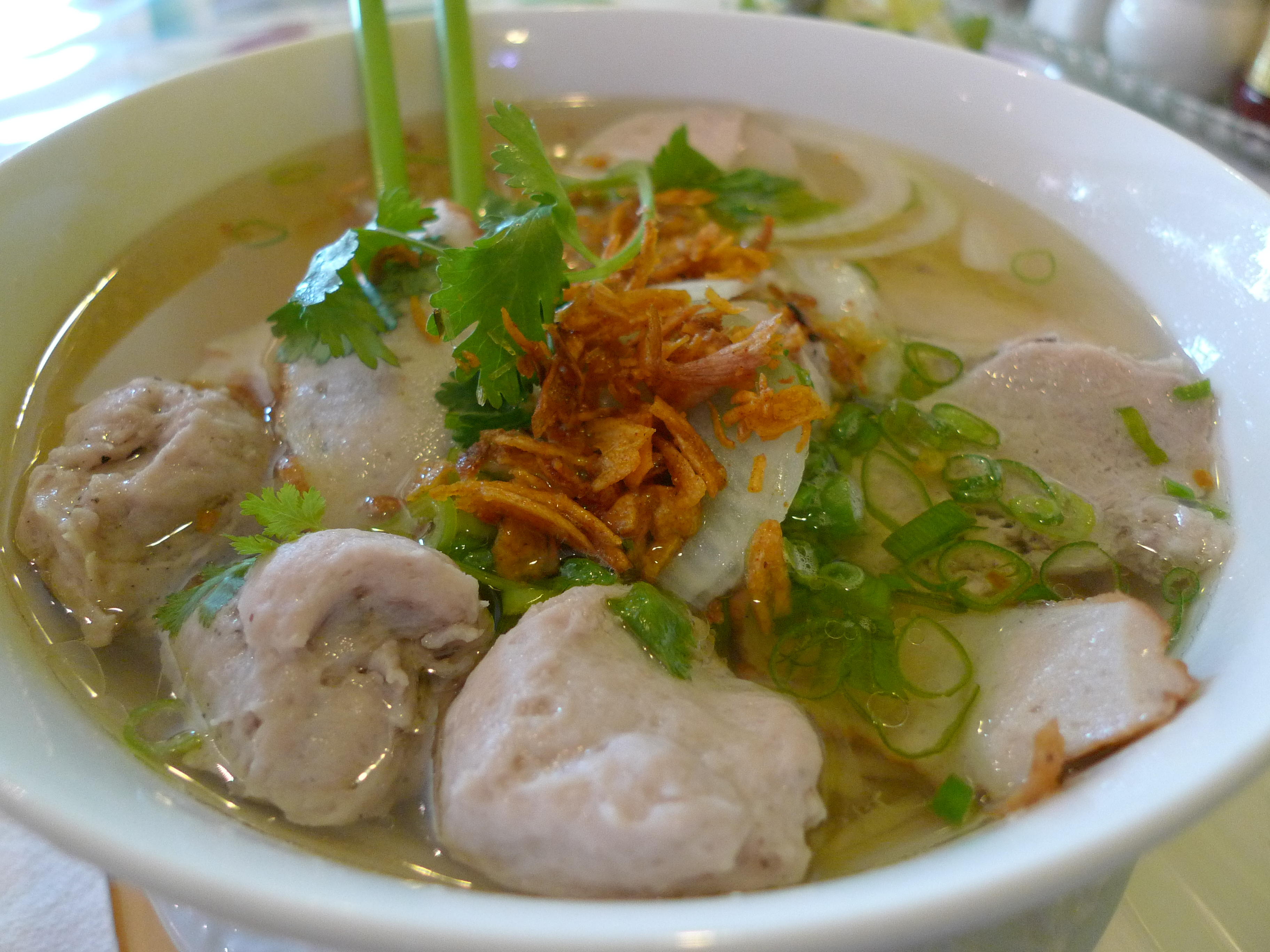
Một tô bún mọc ở Hà Nội.

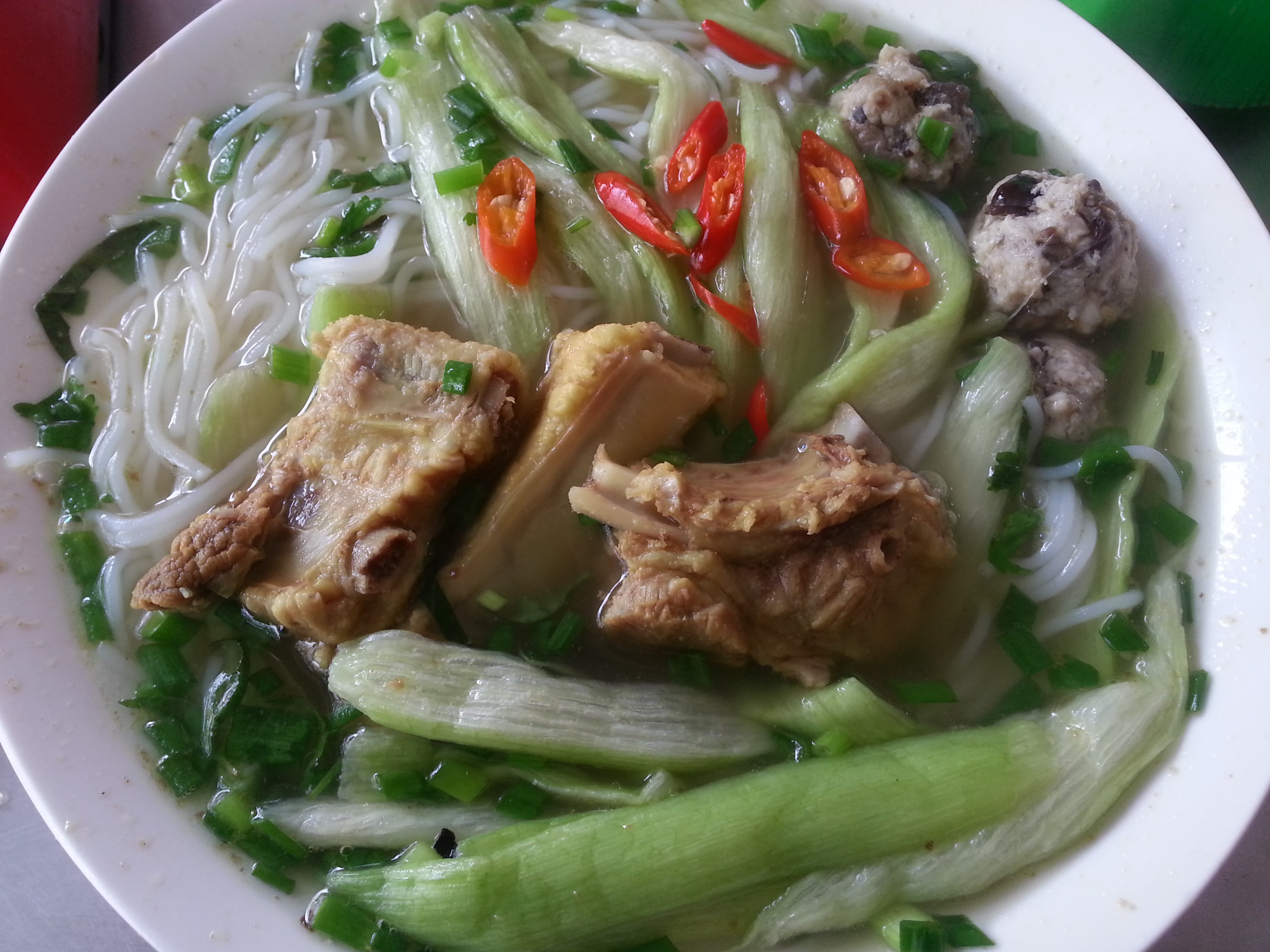
Bún mọc sườn (sườn non)

Bún mọc, là món ăn có nguồn gốc miền Bắc Việt Nam, món bún này đặc trưng với nguyên liệu là một viên mọc (thịt bằm nhuyễn vo tròn) trong tô bún.

## Tên gọi
- Món này xuất phát từ làng Mọc (làng Nhân Mục), Nhân Chính, nay thuộc quận Thanh Xuân, Hà Nội.
- Món này có thành phần là giò sống, còn gọi là mọc, nên được gọi là bún mọc.

## Nguyên liệu
Những nguyên liệu thường dùng để làm bún mọc: sườn non, chả quế thái miếng, giò sống, thịt nạc băm, nấm mèo, nước mắm, đường, bún, rau sống, rau muống, chuối, mắm tôm, ớt thái lát, sa tế, hành, ngò, chanh.

## Cách làm
- Hầm xương heo với khoảng 3 lít nước, cho thêm hành tím và khoảng 2 muỗng cà phê muối. Sau đó chỉ cần lấy khoảng 2/3 nước hầm xương (nước dùng). Có thể bỏ thịt gà, sườn non vào hầm chung với xương heo sau đó vớt ra, không được để rục chung với xương. Thịt gà chín xong, để nguội, tùy ý chặt miếng hay xé sợi.
- Cho bún ra tô, chan nước dùng vừa đủ, cho tiếp sườn non chặt miếng, chả viên, chả quế vào, rải hành ngò, hành phi, tiêu lên trên tô bún cho đậm đà và cũng là để trang trí bát bún.[1]
- Có thể ăn kèm với ớt, mắm tôm, satế, rau sống, chanh.